# Tour du Sel
La Tour du Sel (en italien : Torre del Sale), est une fortification côtière située dans la commune de Piombino, dans la province de Livourne en Toscane,.

## Historique
La tour a été construite pour renforcer le système de défense côtière de la partie sud de la Principauté de Piombino et protéger son territoire de toute incursion de pirates qui pourraient atteindre la capitale de la Principauté ; ses fonctions d'observation et de défense se sont poursuivies jusqu'au XIXe siècle.
La Tour du Sel est appelée ainsi parce qu'elle est située à proximité des anciens marais salants de Piombino, situés dans la plaine marécageuse entre le promontoire de Piombino et les collines de Campiglia Marittima. Depuis 1094, il existe des informations écrites sur les salines, où l'on produisait une grande quantité de sel qui, en plus des besoins locaux, était utilisé pour l'exportation vers les marchés de Florence et de Sienne, en plus d'être nécessaire à la conservation du poisson dans le étangs à proximité.
Connue sous le nom de Casa del Sale jusqu'au milieu du XVIIe siècle, la tour était située sur le tombolo qui sépare le marais de la mer, dans un lieu aux conditions insalubres qui n'ont commencé à s'améliorer qu'avec la bonification entreprise par la famille Lorena en la première moitié du XIXe siècle : à cette époque, la structure architecturale est transformée en une véritable forteresse qui servit également de caserne avec des écuries et un établissement de santé. Au début du XIXe siècle, une citerne souterraine fut également construite à l'intérieur du fort, ainsi qu'un bastion côté mer, dont l'emplacement abritait un canon.
En 1830, une tour fut construite, destinée à abriter l'administration des nouveaux travaux de remise en état ; en 1847, la tour, ainsi que de nombreuses autres forteresses de la zone côtière, furent désarmées.
Les étages supérieurs du bâtiment ont été utilisés jusqu'en 1967 par le Bureau de Génie Civil de Livourne comme résidence d'un plombier et de bureaux.

## Description
L'ensemble architectural de la Tour du Sel est actuellement en ruine, en attente d'interventions de restaurations conservatrices qui pourraient lui redonner  son aspect d'origine.

## Galerie

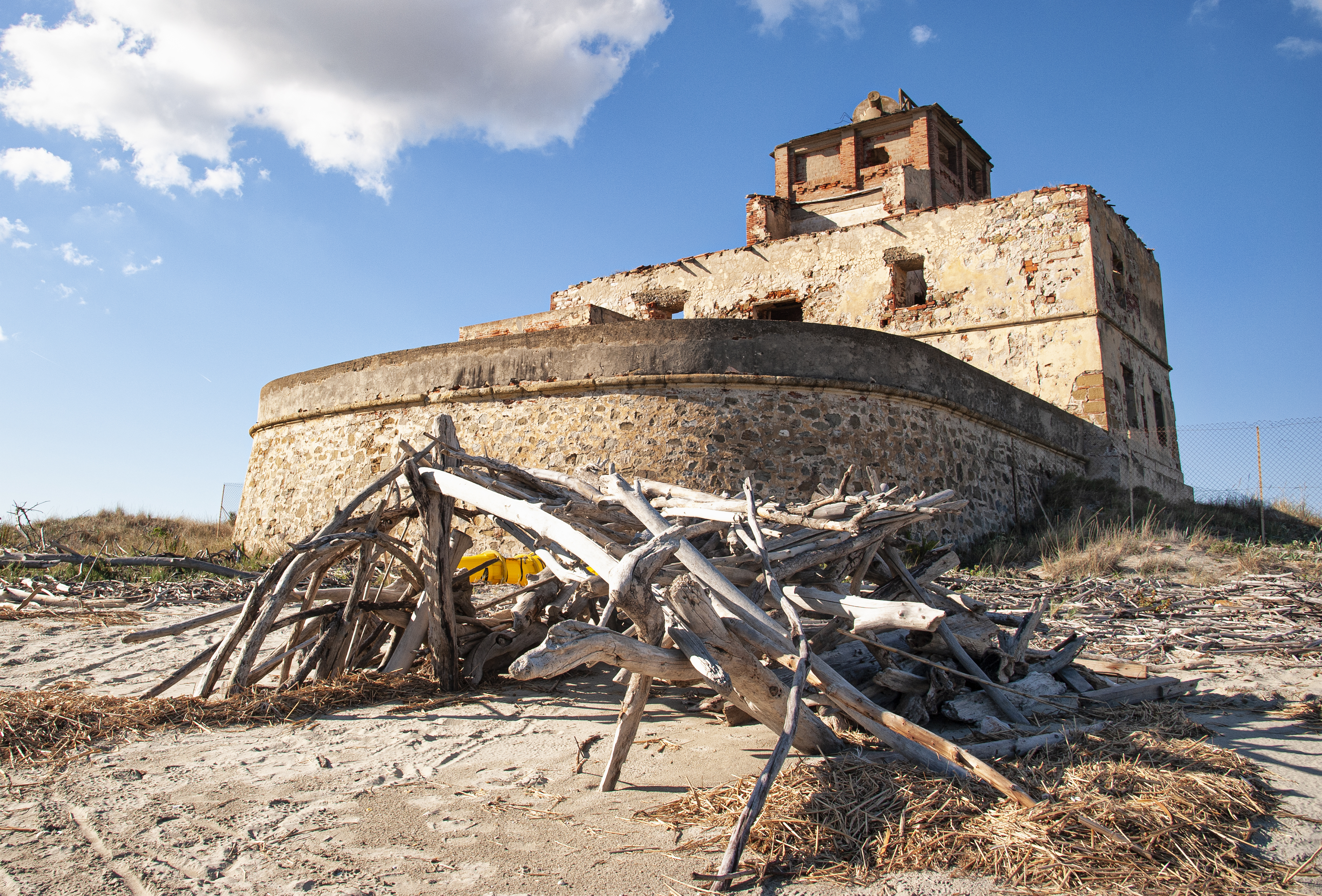
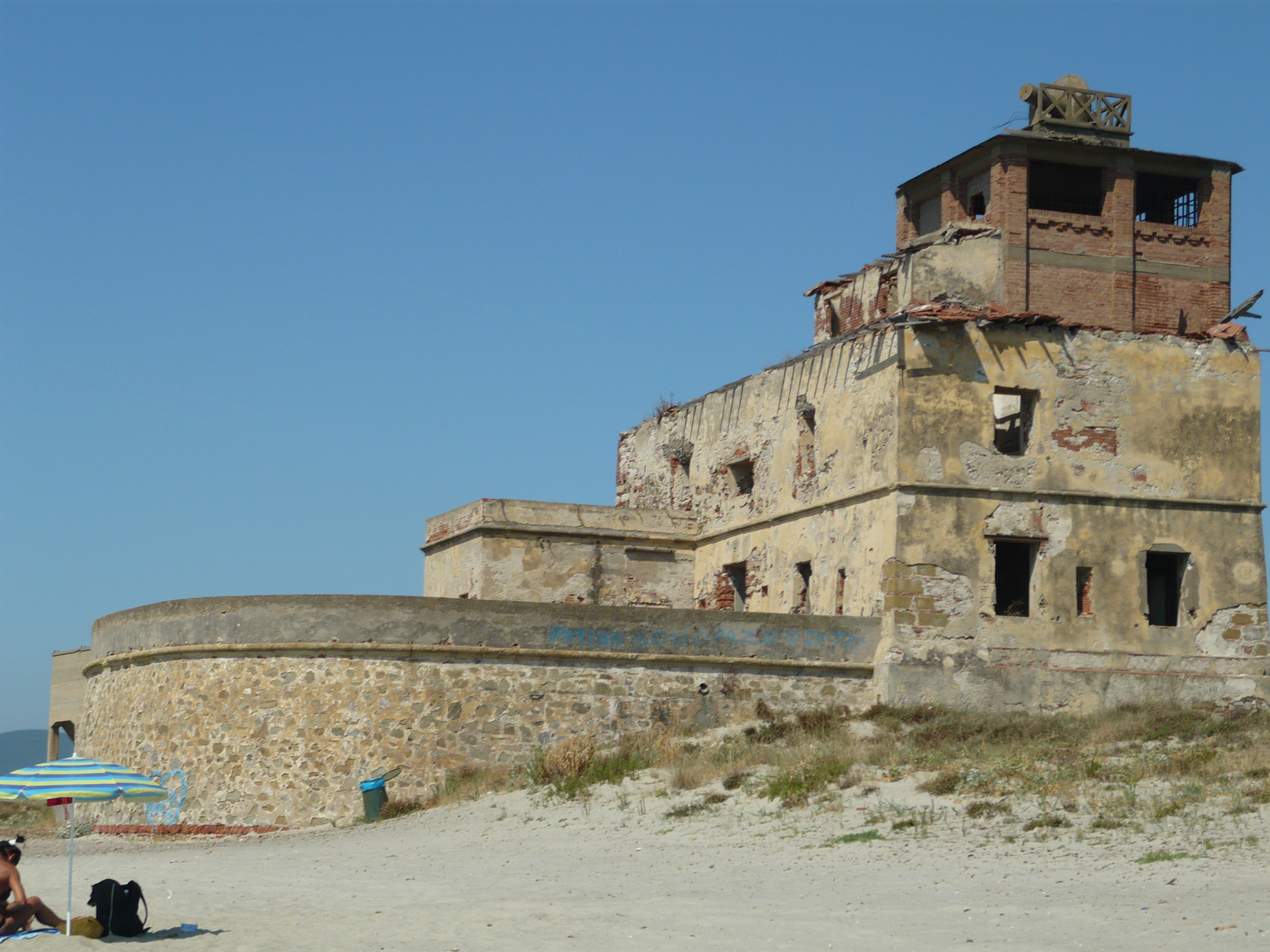